# Swistbach und Berger Wiesen
Koordinaten: 50° 38′ 29″ N, 7° 0′ 51″ O
Das Naturschutzgebiet Swistbach und Berger Wiesen liegt auf dem Gebiet der Städte Meckenheim und Rheinbach im Rhein-Sieg-Kreis in Nordrhein-Westfalen.
Das aus zwei Teilflächen bestehende Gebiet erstreckt sich nordöstlich und östlich der Kernstadt Rheinbach, nordwestlich und südöstlich der Kernstadt Meckenheim und südöstlich des Rheinbacher Stadtteils Flerzheim zu beiden Seiten der Landesstraßen L 163 und L 158 entlang des Swistbaches. Westlich des Gebietes verläuft die L 113 und östlich die Kreisstraße K 53. Am südöstlichen Rand der südlich gelegenen Teilfläche verläuft die A 565 und südöstlich die Landesgrenze zu Rheinland-Pfalz.

## Bedeutung
Das etwa 32,8 ha große Gebiet wurde im Jahr 2003 unter der Schlüsselnummer SU-077 unter Naturschutz gestellt. Schutzziele sind
- der Erhalt und die Wiederherstellung von naturnahen, reich strukturierten Auenbereichen eines Tieflandbaches,
- die Erhaltung eines Bachlaufes mit Gehölzstrukturen und Entwicklung zu einem naturnahen Bachverlauf mit standortgerechter Vegetation mit landesweiter Bedeutung als Vernetzungsbiotop in der ausgeräumten Bördelandschaft und
- die Erhaltung von alten Ufergehölzen und Entwicklung von naturnahen Tieflandbächen und Stärkung des Biotopverbundes entlang der Swist.[2]